# ورخنی فرولوفسکی
ورخنی فرولوفسکی (به لاتین: Verkhny Frolovsky) یک منطقهٔ مسکونی در روسیه است که در باشقیرستان واقع شده‌است.